# Hipparchia tokatensis
Hipparchia tokatensis är en fjärilsart som beskrevs av Gross 1959. Hipparchia tokatensis ingår i släktet Hipparchia och familjen praktfjärilar. Inga underarter finns listade i Catalogue of Life.